# Bandiera della Repubblica Dominicana
La bandiera della Repubblica Dominicana è un rettangolo diviso in quattro campi. La croce bianca divide due settori blu e due rossi disposti incrociati. Nel mezzo, lo scudo dominicano, circondato da rami di alloro. Sopra lo scudo, il carteggio con il motto dominicano: "Dios, Patria, Libertad" (Dio, Patria, Libertà).
Il rosso della bandiera dominicana rappresenta il sangue versato dai liberatori della patria. L'azzurro rappresenta gli ideali di progresso e libertà. La croce è il simbolo della lotta dei liberatori per arrivare alla libertà della patria. Il bianco ricorda che la pace e l'unione devono prevalere tra tutti i dominicani. È l'unica bandiera al mondo ad avere sovraimpressa la Bibbia, aperta sui versetti 31 e 32 dell'8º capitolo del Vangelo secondo Giovanni.
Secondo un'altra interpretazione, il rosso e l'azzurro sono i colori del manto di Maria di Nazareth nell'immagine religiosa della Madonna dell'Altagrazia, che è considerata la protettrice del popolo dominicano.

## Bandiere storiche

Bandiera della Repubblica spagnola di Haiti
Bandiera della Prima Repubblica Dominicana (1844-1860)
Precedente bandiera dominicana (1865-1908)